# Théorie de la pratique
La théorie de la pratique est une théorie qui traite de la façon dont les êtres sociaux, avec leurs diverses motivations et intentions, construisent et transforment le monde dans lequel ils vivent. C'est une dialectique par des aller-retour entre la structure sociale et les activités humaines qui ont une relation dynamique. La théorie de la pratique, telle que décrite par Sherry Ortner, «cherche à expliquer la ou les relation(s) qui se met(tent) en place entre l'action humaine, d'une part, et une entité globale que nous appelons le système, de l'autre ». L'approche cherche à résoudre l'antinomie entre les approches structuralistes traditionnelles et les approches telles que l'individualisme méthodologique, qui ont tenté d'expliquer tous les phénomènes sociaux en termes d'actions individuelles. 

## Pierre Bourdieu
La théorie de la pratique est étroitement associée au sociologue Pierre Bourdieu. Son concept d'habitus représente une formulation significative des principes de la théorie de la pratique. Bourdieu a développé la notion d'habitus pour mettre en lumière l'incorporation de l'ordre social au cours de la socialisation des individus. Son livre, Esquisse d'une théorie de la pratique, basé sur ses travaux en Algérie pendant la guerre d'indépendance algérienne, est un exemple de formulation par Bourdieu de la théorie de la pratique appliquée aux données empiriques recueillies de manière ethnographique. Plusieurs de ses œuvres sont considérées comme des classiques, non seulement en sociologie, mais également en anthropologie, en éducation, en relations internationales et en études culturelles. La Distinction. Critique sociale du jugement été désignée par l’ Association internationale de sociologie comme l’une des dix œuvres de sociologie les plus importantes du XXe siècle. 

## Anthony Giddens
Anthony Giddens est connu pour sa théorie sur la structuration et sa vision holistique des sociétés contemporaines. Il est considéré comme l'un des plus importants contributeurs au domaine de la sociologie contemporaine. Ses travaux, Central Problems in Social Theory (1979) et The Constitution of Society (1984), lui ont valu une renommée internationale sur la scène sociologique. Dans New Rules of Sociological Method (1976) Giddens tente d’expliquer « comment la sociologie devrait s’articuler » et s’adresse à une division entre les théoriciens qui priorisent le « niveau macro » de l’analyse du social – en regardant le « plan d’ensemble » de la société – et ceux qui mettent l’emphase sur le « niveau micro ». Dans ce livre, il note que l’approche fonctionnaliste traite de la société comme une réalité en soi, qu’elle n’est pas réductible aux individus, or «la société est seulement une forme, forme qui a des effets sur les individus, elle tient dans la mesure où la structure est constamment produite et reproduite par ce que les personnes font.» Par La théorie de la structuration, Giddens explore la question de savoir si ce sont les individus ou bien les forces sociales qui forment la réalité sociale. Il rejette les positions extrêmes, défendant que même si les individus ne sont pas entièrement libres de choisir par eux-mêmes, ayant des savoirs limités, ils sont néanmoins les agents qui reproduisent la structure sociale et qui mènent le changement social. 

## Michel Foucault
Une notion étroitement liée à l'habitus de Bourdieu est le concept de discipline de Michel Foucault. Comme l'habitus, la discipline est l'incorporation permanente de la structure et du pouvoir. Cependant, contrairement à Bourdieu, Foucault a mis un accent particulier sur la violence (observable dans les prisons ou les asiles) que les régimes modernes utilisent comme une forme de contrôle social.   

## Autres théoriciens importants
- William Hanks (en)
- Sherry Ortner
- Marshall Sahlins
- Theodore Schatzki